# Tvrđava Božjakovina
Tvrđava Božjakovina je bila tvrđava u mjestu Božjakovini.
Povijesni ju izvori bilježe pod latinskim imenom castrum Bosyaco.
Nakon što je izgrađena, kasnije je uz nju ban Matija Gereb dao sagraditi više gospodarskih zgrada. Potom je ovaj grad s tvrđavom dao ograditi palisadama s četiri bastiona, a radi bolje obrane, bila su dvoja ulazna vrata, iznad kojih je dao izgraditi obrambene tornjeve.